# Frédéric Fonteyne
Pour les articles homonymes, voir Fonteyne.
Frédéric Fonteyne (né le 9 janvier 1968 à Uccle (Bruxelles), Belgique) est un cinéaste belge. Il a réalisé les films Une liaison pornographique (1999), La Femme de Gilles (2004), Tango libre (2012), et Filles de joie (2020).

## Biographie
Frédéric Fonteyne a étudié la réalisation à l'IAD (Louvain-la-Neuve). Il y rencontre Philippe Blasband avec qui il réalise ses premiers films, et rencontre Patrick Quinet lors du tournage de Max et Bobo (1997) et avec qui il s'associe par la suite.

## Thèmes
Les films de Frédéric Fonteyne traitent souvent des relations amoureuses hommes-femmes, voir des comportements féminins face à leur amour pour plusieurs hommes. Il déclare « le cinéma a cette capacité magique de toucher les choses de l'ordre de l'intime ». Une liaison pornographique (1999) raconte l'histoire d'une femme qui, cherchant une relation purement sexuelle, se retrouve prise dans le jeu de l'amour avec son amant malgré elle. Ce film est largement critiqué par les Cahiers du Cinéma mais applaudit à la Mostra de Venise,. La Femme de Gilles (2004) conte, dans un décor champêtre et traditionaliste de l'entre-deux guerres, l'histoire d'Elisa qui observe la passion de son homme pour une autre femme et cherche à s'y accommoder tant bien que mal pour maintenir en façade l'image d'un couple parfait. Dans Tango libre (2012), le gardien de prison introverti Jean-Christophe tombe amoureux d'une femme qui visite son mari et son amant dans la prison où il travaille. Filles de joie (2020) dévoile l'histoire de trois femmes ordinaires du nord de la France qui passent tous les jours la frontière pour se prostituer dans les maisons closes belges. Filles de joie est sélectionné pour représenter la Belgique aux Oscars 2021.

## Filmographie

### Courts métrages
- 1998 : Bon anniversaire Sergent Bob (scénario de Philippe Blasband)
- 1989 : Les Vloems (scénario de Philippe Blasband)
- 1991 : La Modestie (scénario de Philippe Blasband, série Les Sept Péchés capitaux[2])
- 1993 : Bob le déplorable (scénario de Philippe Blasband)

### Longs métrages
- 1992 : Les sept pêchés
- 1997 : Max et Bobo (scénario de Philippe Blasband)
- 1999 : Une liaison pornographique (scénario de Philippe Blasband), avec Nathalie Baye et Sergi López
- 2004 : La Femme de Gilles
- 2012 : Tango libre
- 2020 : Filles de joie

### Assistant réalisateur
- 1998 : L'École de la chair de Benoît Jacquot

## Récompenses
- 1998 : Grand prix du festival de Mannheim-Heidelberg pour Max et Bobo[1]
- 2004 : Prix art et essai à la Mostra de Venise pour La Femme de Gilles[1]
- 2012 : Prix spécial du jury Orizzonti à la Mostra de Venise pour Tango libre[1]
- 2012 : Grand prix du festival de Varsovie pour Tango libre[1]